# Laurenz Matthias Vincenz
Laurenz Matthias Vincenz (* 26. März 1874 in Andest, Graubünden, Schweiz; † 29. Juli 1941 in Chur) war Bischof des römisch-katholischen Bistums Chur.

## Leben

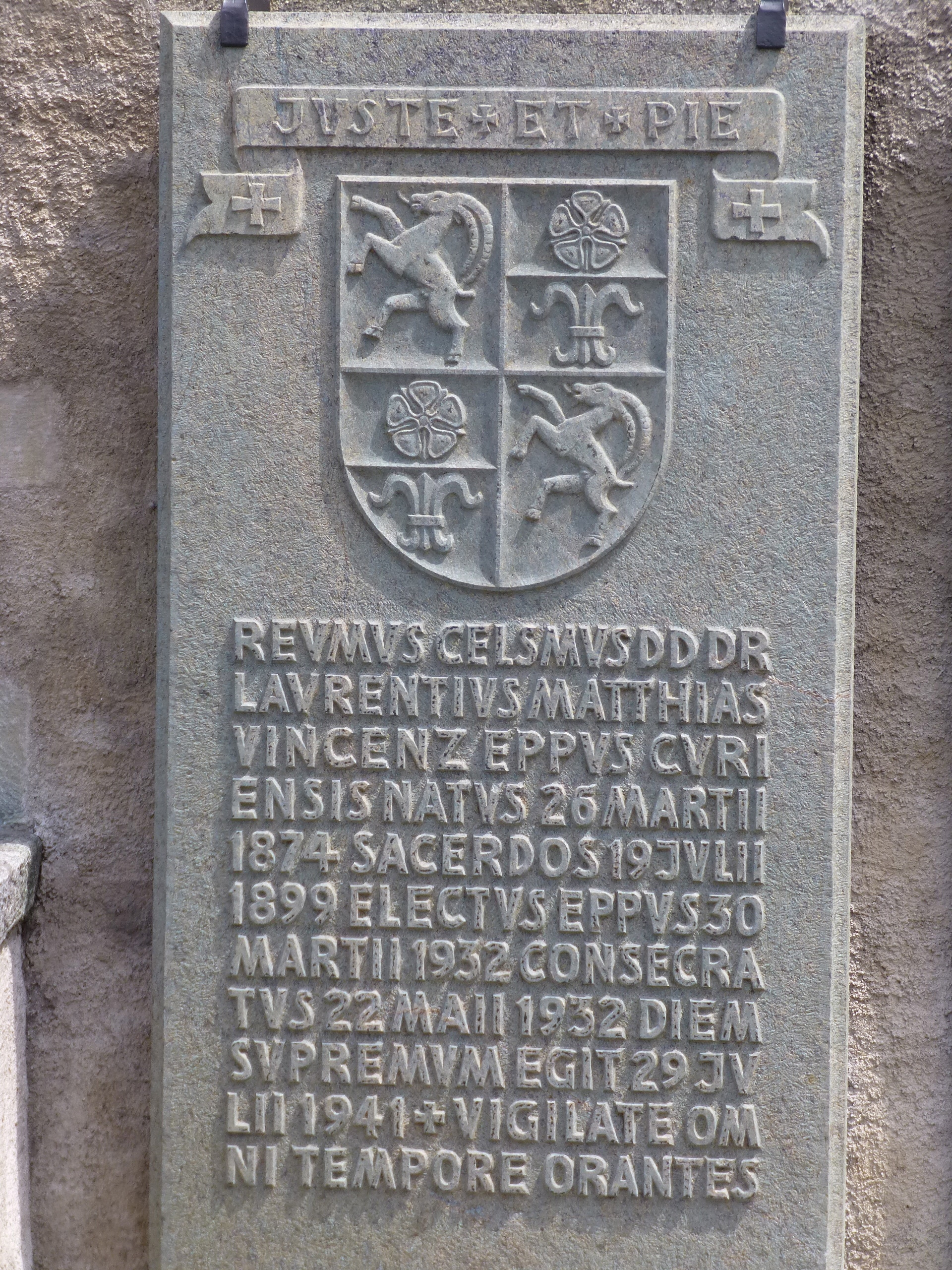
Grabplatte von Laurentius Mathias Vincenz an der Kathedrale St. Maria Himmelfahrt (Chur)

Laurenz Matthias Vincenz trat nach dem Besuch der Stiftsschulen in den Klöstern Disentis und Einsiedeln in das Priesterseminar in Chur ein. Er empfing am 16. Juli 1899 die Priesterweihe im Bistum Chur und studierte sowie promovierte in Kanonischem Recht an der Päpstlichen Universität Gregoriana.
Er war Vikar in Zürich-Oerlikon (1901–1904) und an St. Peter und Paul in Zürich (1904–1908). 1908 wurde er bischöflicher Kanzler in Chur. Zwei Jahre nach der Ernennung zum nicht residierenden Domherrn im Jahr 1915 wurde er Generalvikar im Bistum Chur. 1928 wurde er Domdekan.
Papst Pius XI. ernannte ihn 1932 zum Titularbischof von Paphus und bestellte ihn zum Koadjutor im Bistum Chur. Nach dem Tod von Georg Schmid von Grüneck am 6. Mai 1932 erfolgte die Ernennung zum Bischof von Chur. Die Bischofsweihe spendete ihm am 22. Mai 1932 der Apostolische Nuntius in der Schweiz, Erzbischof Pietro di Maria. Mitkonsekratoren waren der Bischof von Sitten, Viktor Bieler, und der Bischof von St. Gallen, Alois Scheiwiler.
Laurenz Matthias Vincenz verstarb mit 67 Jahren im Bischofsamt.